# Aphanopsis
Aphanopsis är ett släkte av lavar. Aphanopsis ingår i familjen Aphanopsidaceae, ordningen Lecanorales, klassen Lecanoromycetes, divisionen sporsäcksvampar och riket svampar.
| Aphanopsis | \| \| Aphanopsis coenosa \| \| \| \| |
|            | \| \| Aphanopsis coenosa \| \| \| \| |
|            | Aphanopsis coenosa                   |
|            |                                      |

|  | Aphanopsis coenosa |
|  |                    |